# 左绍英
左绍英（1916年或1919年—1949年11月27日），女，四川合川人，中国革命烈士。被尊称为“华蓥女儿”。